# Màloie Pseüixko
Màloie Pseüixko - Малое Псеушко (rus) - és un aül del krai de Krasnodar, a Rússia. Es troba als vessants meridionals de l'extrem oest del Caucas occidental, a la vora del riu Màloie Pseüixko, tributari del Pxenakho, afluent del riu Tuapsé. És a 17 km a l'est de Tuapsé i a 110 km al sud de Krasnodar.
Pertany al poble de Gueórguiievskoie.